# Vajgač
L'isola Vajgač (in russo: остров Вайгач, ostrov Vajgač) è un'isola tra il mare di Kara e il mare della Pečora, Russia.
Amministrativamente appartiene al Zapoljarnyj rajon del Circondario autonomo dei Nenec, nell'Oblast' di Arcangelo (Circondario federale nordoccidentale).

## Geografia
L'isola si trova tra il continente e l'isola Južnyj della Novaja Zemlja. È separata dalla terraferma dallo stretto di Jugor (пролив Югорский Шар), e da Južnyj dallo stretto di Kara (пролив Карские Ворота).
Vajgač si estende su 3.383 km² il che la colloca al 155º posto tra le isole più grandi del mondo; è un'isola pianeggiante con due creste rocciose parallele che arrivano a un'altezza massima di 172 m s.l.m. Sull'isola si trovano molti corsi d'acqua (lunghi anche 20–40 km), laghi e paludi; il terreno è composto prevalentemente da argillite, arenaria e calcare.

## Fauna e flora
Sono state avvistate occasionalmente volpi e lemming, ma non ci sono molti animali terrestri sull'isola; sono molto numerosi invece gli uccelli: varietà di anatre, trampolieri che frequentano paludi e laghi. Il mare che circonda l'isola è l'habitat di mammiferi marini: trichechi, foche e balene. La vegetazione è quella tipica della tundra: erba bassa, muschio, fiori artici e alcuni salici nani (Salix herbacea).
Nel 2007, il World Wide Fund for Nature (WWF) e il governo russo hanno dichiarato "Riserva naturale" l'isola Vaigač.

## Popolazione
Sull'isola il maggior insediamento è il villaggio di Varnek (Варнек) che si trova a sud (69°43′01.76″N 60°02′39.85″E), nel golfo Varneka. A gennaio 2010 c'era una popolazione di 97 persone.
Vi sono sull'isola luoghi sacri alla popolazione dei Nenci che la visitano d'estate attraversando lo stretto Jugorskij Šar.

## Isole adiacenti
Le seguenti isole si trovano tutte vicine alle coste dell'isola Vaigač, e sono elencate a partire da nord e in senso antiorario. 
A est dell'estrema punta nord:
- Otdel'nyj (о. Отдельный) 70°26′56.33″N 59°05′56.01″E

a nord-ovest:
- Isola Olenij (о. Олений) 70°27′05.43″N 58°41′25.22″E
- Isole Novosil'cova (о-ва Новосильцова)
- Malyj Voronov (о. Малый Воронов)
- Bol'šoj Voronov (о. Большой Воронов) 70°21′10.57″N 58°31′31.96″E
- Isola Mordovina (о. Мордовина)
- Isola Morozova (о. Морозова)
- Isole Janova (о-ва Янова)
- Isola Čiračij (о. Чирачий)
- Isole Rogozina (о-ва Рогозина)

nel golfo Dolgaja:
- Isola Evlana (о. Евлана)
- Isola Srednij (о. Средний)
- Isole Lory (о-ва Лоры)
- Isola di Logejskij (о. Логейского)
- Isola di Džekson o Jackson (о. Джексон) 70°14′58.95″N 58°41′30.16″E
- Isola Brovcyna (о. Бровцына)

ancora a nord-ovest:
- Isola Rogatyj (о. Рогатый)
- Isole Michajlova (о-ва Михайлова)
  - Isole Koljubakina (о. Колюбакина)
  - Isola Polipova (о. Полипова)
- Isola Kozljaninova (о. Козлянинова)
- Isola Černyšëva (о. Чернышёва)
- Isola di Šokal'skij (о. Шокальского) 70°11′36.53″N 58°28′01.84″E

a ovest:
- Isola Podrezova Luda (о. Подрезова Луда)

a ovest, nel golfo Ljamčina:
- Bol'šoj Cinkovyj (о. Большой Цинковый) 69°51′52.89″N 59°27′18.94″E
- Malyj Cinkovyj (о. Малый Цинковый) 69°50′24.34″N 59°29′25.01″E
- Isola Gubistyj (о. Губистый)
- Isola Stvornyj (о. Створный)
- Isole Karpovy (о-ва Карповы) 69°43′21.46″N 59°33′17.37″E

a sud:
- Isole Krasnye o Isole Rosse (о-ва Красные) 69°41′00.84″N 59°50′12.09″E
- Isola Hosėjto (о. Хосэйто) 69°40′31.65″N 60°11′31.31″E